# Збірна Китаю з баскетболу
Збірна Китаю з баскетболу — національна баскетбольна команда, яка представляє Китай на міжнародній баскетбольній арені.

## Статистика виступів

### Чемпіонати світу
- 1978 — 11 місце
- 1982 — 12 місце
- 1986 — 9 місце
- 1990 — 14 місце
- 1994 — 8 місце
- 2002 — 12 місце
- 2006 — 9 місце
- 2010 — 16 місце
- 2019 — 24 місце
- 2023 — 29 місце

### Олімпійські ігри
- 1984 — 10-е місце
- 1988 — 11-е місце
- 1992 — 12-е місце
- 1996 — 8-е місце
- 2000 — 10-е місце
- 2004 — 8-е місце
- 2008 — 8-е місце
- 2012 — 12-е місце
- 2016 — 12-е місце
- 2020 — Не пройшли кваліфікацію
- 2024 — Не пройшли кваліфікацію

### Чемпіонати Азії
- 1975 —
- 1977 —
- 1979 —
- 1981 —
- 1983 —
- 1985 —
- 1987 —
- 1989 —
- 1991 —
- 1993 —
- 1995 —
- 1997 —
- 1999 —
- 2001 —
- 2003 —
- 2005 —
- 2007 — 10 місце
- 2009 —
- 2011 —
- 2013 — 5 місце
- 2015 —
- 2017 — 5 місце
- 2022 — 8 місце